# 湯川哲嗣
湯川 哲嗣（ゆかわ てつし、1946年12月19日 - ）は、日本の元裁判官、大阪高等裁判所部総括判事（2008年8月 - 2011年12月）。

## 略歴
- 1972年 司法修習生
- 1974年 判事補任官

以後、大阪地方裁判所、大阪家庭裁判所、札幌家庭裁判所室蘭支部、東京地方裁判所、福井地方・家庭裁判所に勤務
- 1984年 福井地方・家庭裁判所判事
- 1986年 大阪地方裁判所判事
- 1989年 高松地方裁判所判事、高松高等裁判所判事職務代行
- 1994年 神戸地方裁判所伊丹支部長
- 1995年 大阪地方裁判所判事部総括
- 1999年 大阪地方・家庭裁判所堺支部判事部総括
- 2003年 大阪家庭裁判所判事部総括
- 2005年 高松高等裁判所判事部総括
- 2006年 - 大津地方裁判所所長
- 2008年 - 大阪高等裁判所部総括判事（第2刑事部）
- 2011年 - 定年退官
- 2012年 - 尼崎簡易裁判所判事
- 2017年11月 - 瑞宝重光章を受章

| スタブアイコン | サブスタブ | この項目は、まだ閲覧者の調べものの参照としては役立たない、人物に関連した書きかけの項目です。この項目を加筆・訂正などしてくださる協力者を求めています（P:人物伝/PJ:人物伝）。 |